# Arbeid (natuurkunde)

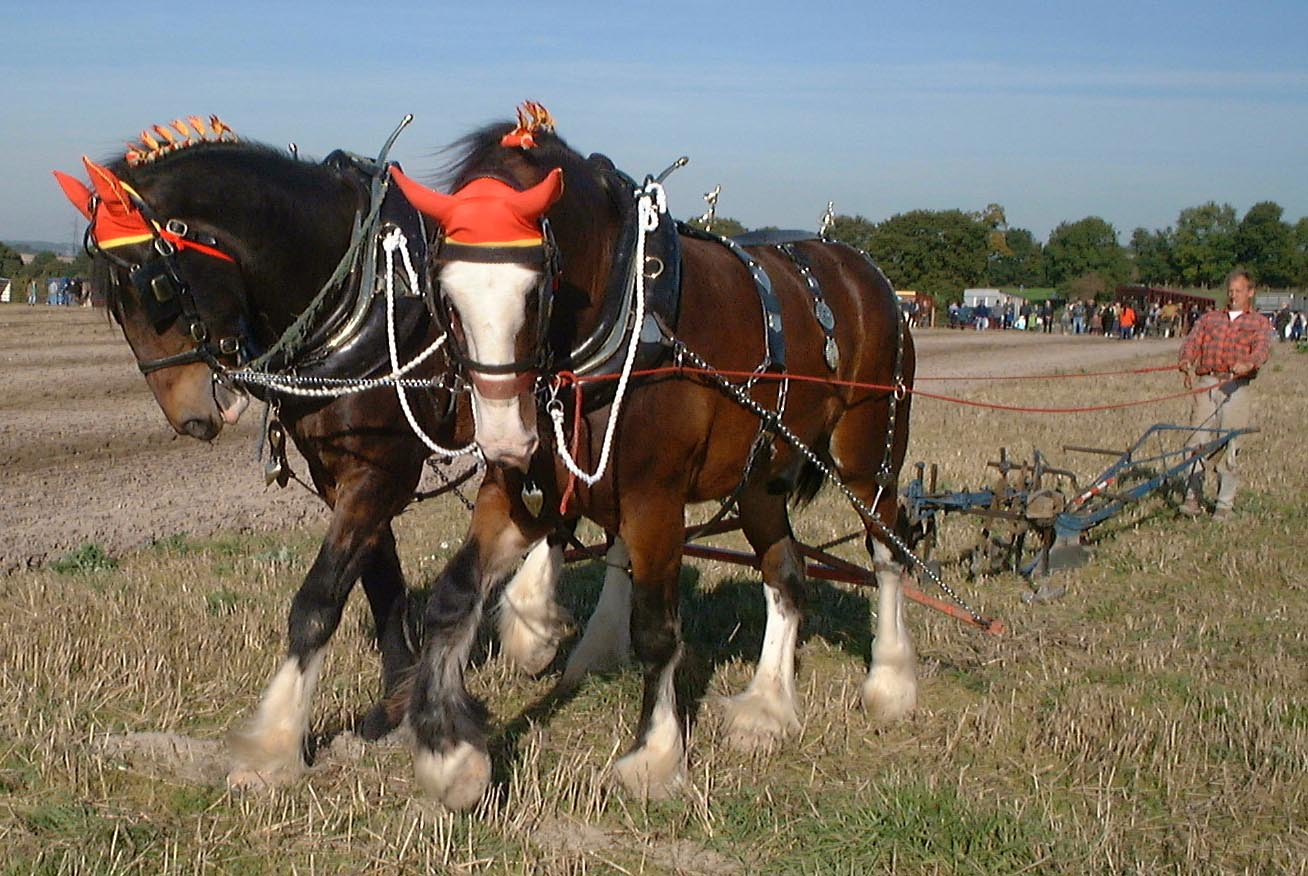
Als de paarden hier een constante kracht uitoefenen over een afstand, is de arbeid gelijk aan

Arbeid (symbool {\displaystyle W} of {\displaystyle w}) is in de natuurkunde een maat voor het werk dat gedaan wordt, of de inspanning die door een krachtbron geleverd wordt bij verplaatsing tegen een kracht in. Is de krachtbron een constante kracht {\displaystyle F} en wordt het aangrijpingspunt verplaatst over een afstand {\displaystyle \Delta x} in de richting van de kracht, dan is de arbeid {\displaystyle W} het product van de kracht en de afgelegde weg. In andere richtingen is de arbeid het product van de component van de kracht in de richting van de weg en de afgelegde weg, dus het inwendig product van de vector kracht en de vector afgelegde weg:
{\displaystyle W={\vec {F}}\cdot \Delta {\vec {x}}}
Maakt de weg een hoek {\displaystyle \theta } met de kracht, dan geldt dus:
{\displaystyle W=F\Delta x\cos(\theta )}
Het symbool {\displaystyle W} komt van het Engelse woord voor arbeid, work. 

## Eenheid
De eenheid van arbeid is de newton-meter (Nm), maar dat is hetzelfde als de joule (J), de eenheid van energie. Arbeid is immers een vorm van energie. Een joule is ongeveer de arbeid die men verricht wanneer men een massa van 1 kilogram tien centimeter optilt.

## Definitie
De verrichte arbeid van een kracht wordt in alle gevallen gedefinieerd als het product van de component van die kracht in de richting van de verplaatsing en de verplaatsing zelf. Is de kracht {\displaystyle {\vec {F}}} niet constant en/of de verplaatsing een kromme, dan geldt de formule voor een (infinitesimaal) klein stukje {\displaystyle \mathrm {d} {\vec {r}}} van de weg. De bijdrage {\displaystyle \delta W} aan de totale arbeid is het scalair product van kracht en {\displaystyle \mathrm {d} {\vec {r}}}:
{\displaystyle \delta W={\vec {F}}\cdot \mathrm {d} {\vec {r}}=F_{x}\mathrm {d} x+F_{y}\mathrm {d} y+F_{z}\mathrm {d} z}
Dit leidt ertoe dat arbeid gedefinieerd is als de integraal van deze bijdrage over de gehele weg {\displaystyle C}:
{\displaystyle W=\int _{C}{\vec {F}}\cdot \mathrm {d} {\vec {r}}}
Arbeid is een scalaire grootheid, kan positief of negatief zijn, en wordt uitgedrukt in joule. Arbeid gaat altijd samen met een verandering van energie en heeft ook dezelfde eenheid, maar er zijn ook energieomzettingen waarbij geen arbeid verricht wordt.
Altijd als iets tegen een bepaalde kracht in wordt bewogen, wordt er door die kracht negatieve arbeid verricht; wordt iets met een kracht mee bewogen, dan is de door die kracht verrichte arbeid positief. Ruwweg kan het volgende principe gebruikt worden: als de kracht de beweging bevordert is de arbeid van die kracht positief, als de beschouwde kracht de beweging tegenwerkt is de arbeid negatief.
Een voorbeeld is het indrukken van een balpenveer: bij het indrukken van de veer wordt arbeid verricht door degene die de veer indrukt (de spierkracht maal de afstand), maar de veer verricht negatieve arbeid, en slaat daardoor energie op. Bij het loslaten komt die opgeslagen energie weer vrij, de veer verricht positieve arbeid.
Is er geen beweging, dan is de verplaatsing {\displaystyle \mathrm {d} {\vec {r}}} nul dus is de arbeid 0 joule. Als de beweging dwars op de kracht gericht is, is de verplaatsing {\displaystyle \mathrm {d} {\vec {r}}} dat ook en is de hoekfactor (cosinus 90 graden) nul dus is ook de arbeid 0 joule.

## Verband arbeid en kinetische energie bij een puntmassa

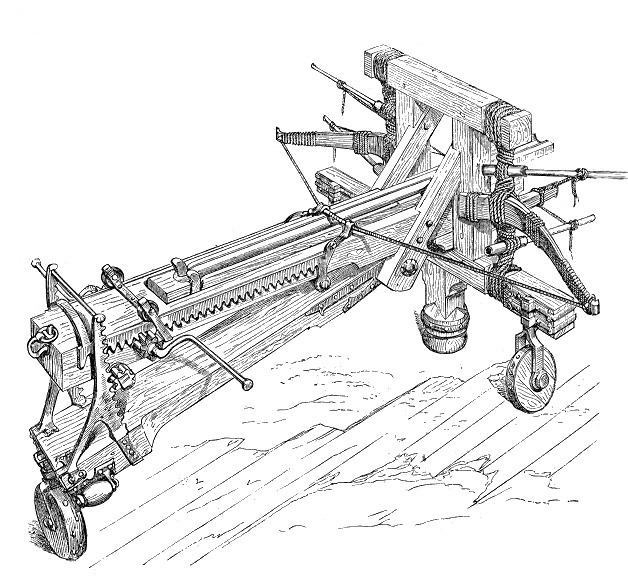
Bij een ballista wordt er arbeid verricht om de pijl een hoge kinetische energie te geven

Als {\displaystyle {\vec {F}}} de enige kracht is op een puntmassa {\displaystyle m}, of de resultante van alle krachten, is de omzetting van arbeid in kinetische energie af te leiden uit de tweede wet van Newton: 
{\displaystyle {\vec {F}}=m{\frac {\mathrm {d} {\vec {v}}}{\mathrm {d} t}}},
zodat voor de arbeid {\displaystyle W} geldt (met de indices 1 en 2 voor respectievelijk de begin- en eindtoestand van het traject):
{\displaystyle W=\int _{(1)}^{(2)}{\vec {F}}\cdot \mathrm {d} {\vec {r}}=\int _{(1)}^{(2)}m{\frac {\mathrm {d} {\vec {v}}}{\mathrm {d} t}}\cdot {\vec {v}}\,\mathrm {d} t=}
{\displaystyle =m\int _{(1)}^{(2)}{\vec {v}}\cdot \mathrm {d} {\vec {v}}={\tfrac {1}{2}}m\int _{(1)}^{(2)}\mathrm {d} {\vec {v}}^{2}}
{\displaystyle ={\tfrac {1}{2}}m({\vec {v}}_{2}^{2}-{\vec {v}}_{1}^{2})=\Delta E_{k}}

## Arbeid bij draaiing

Bij een draaiende koppeling wordt er arbeid verricht tijdens het draaien

Als op een voorwerp een koppel werkt, gelden er voor de arbeid soortgelijke betrekkingen voor de hoekdraaiing en het uitgeoefende koppel als voor afgelegde weg en kracht. Is het koppel {\displaystyle {\vec {U}}} constant, dan geldt:
{\displaystyle W={\vec {U}}\cdot {\vec {\theta }}}.
Algemeen geldt:
{\displaystyle W=\int {\vec {U}}\cdot \mathrm {d} {\vec {\theta }}}
Hierin is:
- {\displaystyle {\vec {U}}} het koppel uitgedrukt in Nm
- {\displaystyle {\vec {\theta }}} de hoek uitgedrukt in rad

## Arbeid en warmte

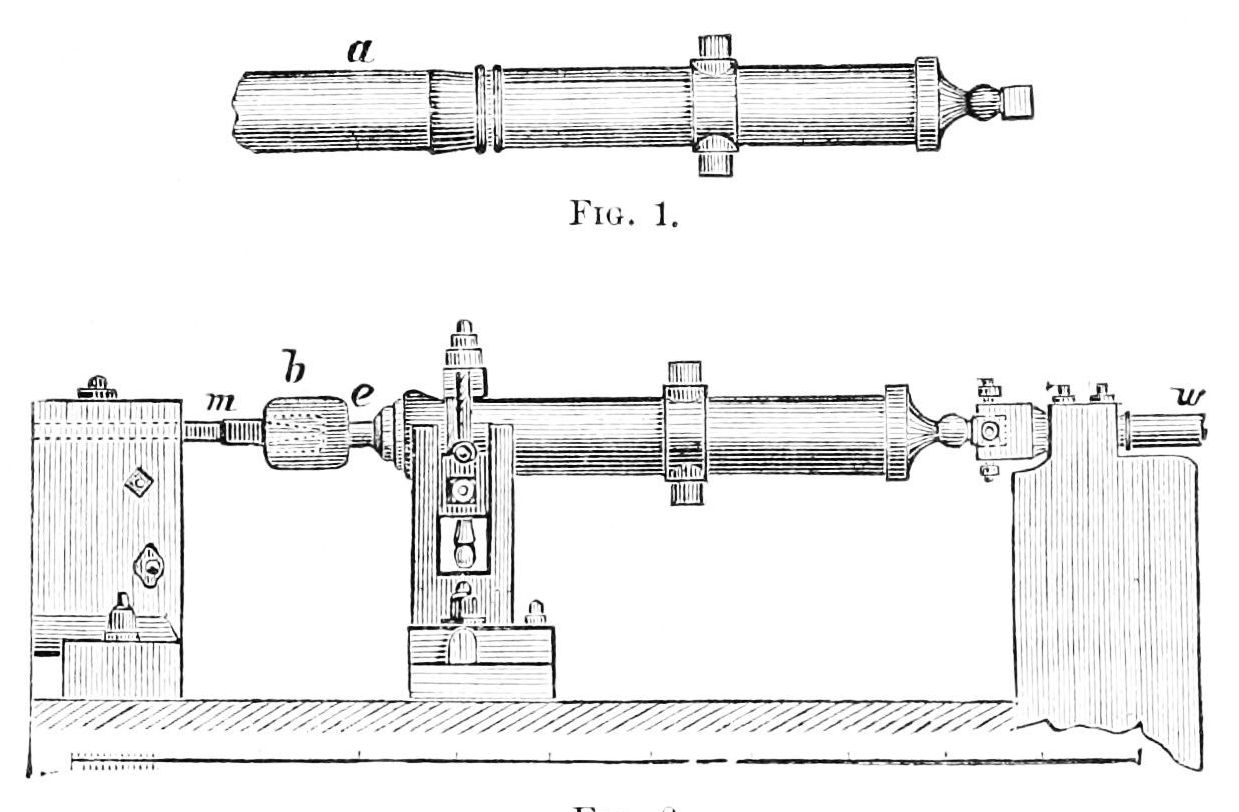
Bij het uitboren van een kanonsloop wordt er een aanzienlijke hoeveelheid warmte geproduceerd

Een van de eerste ontwikkelingen in de vroege thermodynamica was dat men zich realiseerde dat er een equivalentie bestaat tussen arbeid en warmte. Bijvoorbeeld bij het boren van kanonslopen ondervond Benjamin Thompson al in de 18e eeuw dat er een voorspelbare hoeveelheid warmte vrijkwam. James Prescott Joule heeft die equivalentie in 1850 experimenteel aangetoond. De eerste wet van de thermodynamica gaat dan ook over de relatie tussen toegevoerde warmte, inwendige energie en arbeid. De warmte-eenheid calorie naast de joule is daarmee overbodig geworden. Officieel is dat ook zo, maar uit het algemene spraakgebruik is de calorie nog niet helemaal verdwenen.

## Druk-volumearbeid
Wanneer een voorwerp of thermodynamisch systeem een druk van de omgeving {\displaystyle p_{\mathrm {omg} }} ondervindt en een volumeverandering ondergaat, dan wordt er arbeid geleverd, de zogenaamde druk-volumearbeid of pV-arbeid.
De druk werkt in op een oppervlak {\displaystyle A}, zodat het product {\displaystyle F\,\mathrm {d} x} te schrijven is als {\displaystyle p\,A\,\mathrm {d} x=p\,\mathrm {d} V}, met {\displaystyle V} het volume van dit voorwerp (systeem). Bij een compressie van het systeem ({\displaystyle \mathrm {d} V<0}) is de verplaatsing {\displaystyle \mathrm {d} {\vec {r}}} parallel aan de kracht van de omgeving en levert de kracht arbeid op het systeem, gegeven door
{\displaystyle W=-\int p_{\mathrm {omg} }\,\mathrm {d} V}
Bij een expansie of decompressie ({\displaystyle \mathrm {d} V>0}) is de verplaatsing antiparallel aan de kracht, en zal het teken van de arbeid via bovenstaande definitie negatief zijn. In de thermodynamica is de tekenconventie soms verschillend, en wordt arbeid die door het systeem geleverd wordt aan de omgeving als positief gezien. In dat geval schrijft men
{\displaystyle W=\int p_{\mathrm {omg} }\,\mathrm {d} V}

## Arbeid op een geladen deeltje in een elektrisch veld
Een elektrisch geladen deeltje dat zich bevindt in een elektrisch veld {\displaystyle {\vec {E}}}, ondervindt een kracht:
{\displaystyle {\vec {F}}=Q{\vec {E}}}
Bij verplaatsing van punt 1 naar punt 2 is de verrichte arbeid:
{\displaystyle W=\int _{(1)}^{(2)}{\vec {F}}\cdot \mathrm {d} {\vec {r}}=Q\int _{(1)}^{(2)}{\vec {E}}\cdot \mathrm {d} {\vec {r}}=Q(U_{1}-U_{2})}
Daarin is {\displaystyle U_{1}-U_{2}} het potentiaalverschil tussen begin- en eindpunt van de afgelegde weg.